# Белиці (Голеньовський повіт)
Белиці (пол. Bielice, нім. Wittenfelde) — село в Польщі, у гміні Машево Голеньовського повіту Західнопоморського воєводства.
Населення — 244 особи (2011).
У 1975-1998 роках село належало до Щецинського воєводства.

## Демографія
Демографічна структура станом на 31 березня 2011 року:
|          | Загалом | Допрацездатний вік | Працездатний вік | Постпрацездатний вік |
| -------- | ------- | ------------------ | ---------------- | -------------------- |
| Чоловіки | 130     | 36                 | 85               | 9                    |
| Жінки    | 114     | 31                 | 65               | 18                   |
| Разом    | 244     | 67                 | 150              | 27                   |